# Třemešek
Třemešek (německy Tschimischl) je vesnice, část obce Oskava v okrese Šumperk. Nachází se asi 2,5 km na severozápad od Oskavy. V roce 2009 zde bylo evidováno 98 adres. V roce 2001 zde trvale žilo 125 obyvatel. Od roku 1960 je Třemešek součástí Oskavy. Jméno vesnice je zdrobnělinou od slova střemcha a do němčiny bylo přejato v hybridní podobě Tschimischl. Vesnice se poprvé připomíná v roce 1371. Byla součástí panství Úsov. Ves má střední nadmořskou výšku 494 m a táhne se podél silnice z Oskavy do Mladoňova.
Třemešek je také název katastrálního území o rozloze 14,97 km2.

## Pamětihodnosti
Kaple sv. Antonína Paduánského (Třemešek) - Kaple byla postavena v roce 1887. V roce 2014 byla uzavřena pro havarijní stav střechy. Po dvouleté celkové rekonstrukci byla znovu otevřena a posvěcena generálním vikářem olomoucké arcidiecéze Mons. Josefem Nuzíkem 18. 6. 2016.
Hřbitov (Třemešek) - V roce 1872 byl v obci založen hřbitov. Hřbitov je do dnešní doby používaný. Na hřbitově jsou hroby původních německých obyvatel. V roce 2018 době proběhla rekonstrukce kamenné zídky s břidlicovým krytím okolo hřbitova.